# Élections législatives angolaises de 2008
Les élections législatives angolaises de 2008 se sont déroulées les 5 et 6 septembre 2008 en Angola. Elles donnent la victoire au Mouvement populaire de libération de l'Angola, au pouvoir.

## Contexte
Il s'agit des premières élections législatives depuis la fin de la guerre civile en 2002. Les dernières élections, en 1992, avaient été interrompues par des combats.

## Système électoral
L'Assemblée nationale (en portugais : Assembleia nacional) se compose de 223 députés élus pour un mandat de cinq ans selon un mode de scrutin mixte. Il y a 90 sièges à pourvoir à la proportionnelle, selon la méthode D'Hondt, dans 18 circonscriptions électorales plurinominales correspondant aux dix-huit provinces angolaises à raison de 5 sièges par circonscription, auxquels se rajoutent trois sièges pour les Angolais de l'étranger. Les 130 sièges restants sont également pourvus au scrutin proportionnel plurinominal à la plus forte moyenne, selon la méthode D'Hondt dans une seule circonscription nationale.
Le vote n'est pas obligatoire. Dans la pratique, les scrutins n'ont pas été organisés à l'étranger lors des élections précédentes, et les trois sièges concernés sont restés vacants.

## Campagne
Trente-quatre partis et coalitions tentent de se présenter; quatorze reçoivent l'autorisation nécessaire de la part de la Cour constitutionnelle. Parmi eux, le Parti du renouveau démocratique, du Parti libéral démocratique, de la Jeunesse de l'Angola, de l'Alliance des Travailleurs et des Paysans, du Soutien démocratique et progressiste de l'Angola, du Parti démocratique pour le progrès de l'alliance nationale de l'Angola, du Front pour la démocratie, et de quatre coalitions: l'AD-Coligacao, Nouvelle Démocratie, la Plateforme électorale politique et le Forum fraternel angolais.

## Résultats
Les résultats provisoires donnent le Mouvement populaire de libération de l'Angola vainqueur avec 81,76 % des voix. L'Union nationale pour l'indépendance totale de l'Angola se classerait deuxième, avec 10,36 %,.
|                           |                                                                |           |       |        |               |  |  |  |  |
| Partis                    | Partis                                                         | Voix      | %     | Sièges | +/-           |  |  |  |  |
|                           | Mouvement populaire de libération de l'Angola (MPLA)           | 5 266 216 | 81,64 | 191    | 62            |  |  |  |  |
|                           | Union nationale pour l'indépendance totale de l'Angola (UNITA) | 670 363   | 10,39 | 16     | 54            |  |  |  |  |
|                           | Parti du renouveau social                                      | 204 746   | 3,17  | 8      | 2             |  |  |  |  |
|                           | Union électorale nouvelle démocratie                           | 77 141    | 1,20  | 2      | Nv            |  |  |  |  |
|                           | Front national de libération de l'Angola (FNLA)                | 71 416    | 1,11  | 3      | 2             |  |  |  |  |
|                           | Convergence large pour le salut de l'Angola (CASA–CE)          | 32 952    | 0,51  | 0      | 1             |  |  |  |  |
|                           | Parti libéral démocrate                                        | 21 341    | 0,33  | 0      | 3             |  |  |  |  |
|                           | Autres partis (7)                                              | 106 232   | 1,65  | 0      | 3             |  |  |  |  |
|                           | Sièges non pourvus (députés de la diaspora)                    | -         | -     | 3      | en stagnation |  |  |  |  |
|                           |                                                                |           |       |        |               |  |  |  |  |
| Votes valides             | Votes valides                                                  | 6 450 407 | 89,42 |        |               |  |  |  |  |
| Votes blancs et invalides | Votes blancs et invalides                                      | 762 874   | 10,58 |        |               |  |  |  |  |
| Total                     | Total                                                          | 7 213 281 | 100   | 223    | en stagnation |  |  |  |  |
| Abstentions               | Abstentions                                                    | 1 043 303 | 12,64 |        |               |  |  |  |  |
| Inscrits / participation  | Inscrits / participation                                       | 8 256 584 | 87,36 |        |               |  |  |  |  |